# Морнак-сюр-Сёдр
Морна́к-сюр-Сёдр (фр. Mornac-sur-Seudre) — коммуна во Франции, в кантоне Ла-Трамблад округа Рошфор (департамент Приморская Шаранта, Новая Аквитания). Входит в список «Самых красивых деревень Франции».
Код INSEE коммуны — 17247.

## Население
Население коммуны на 2010 год составляло 839 человек.
| 1962 | 1968 | 1975 | 1982 | 1990 | 1999 | 2010 |
| ---- | ---- | ---- | ---- | ---- | ---- | ---- |
| 619  | 596  | 592  | 558  | 640  | 652  | 839  |

## Города-побратимы
- Сынмихаю-Ромын, Румыния (1989)